# Miss Bélgica
Miss Bélgica é um concurso de beleza feminino de nível nacional que visa eleger dentre as respectivas candidatas ao título, a melhor, para que esta possa representar a cultura e a beleza de seu país no certame de Miss Universo. A competição é popular no país europeu, a Bélgica participa do concurso internacional desde sua criação, isto é, 1952, porém nunca obteve sucesso. O mais longe que chegou foi em 1981 com Dominique Eeckhoudt ao alcançar o quinto lugar. A direção do evento fica por conta da diretora nacional da franquia do Miss Universe Organization no país, Darline Devos.

## Vencedoras

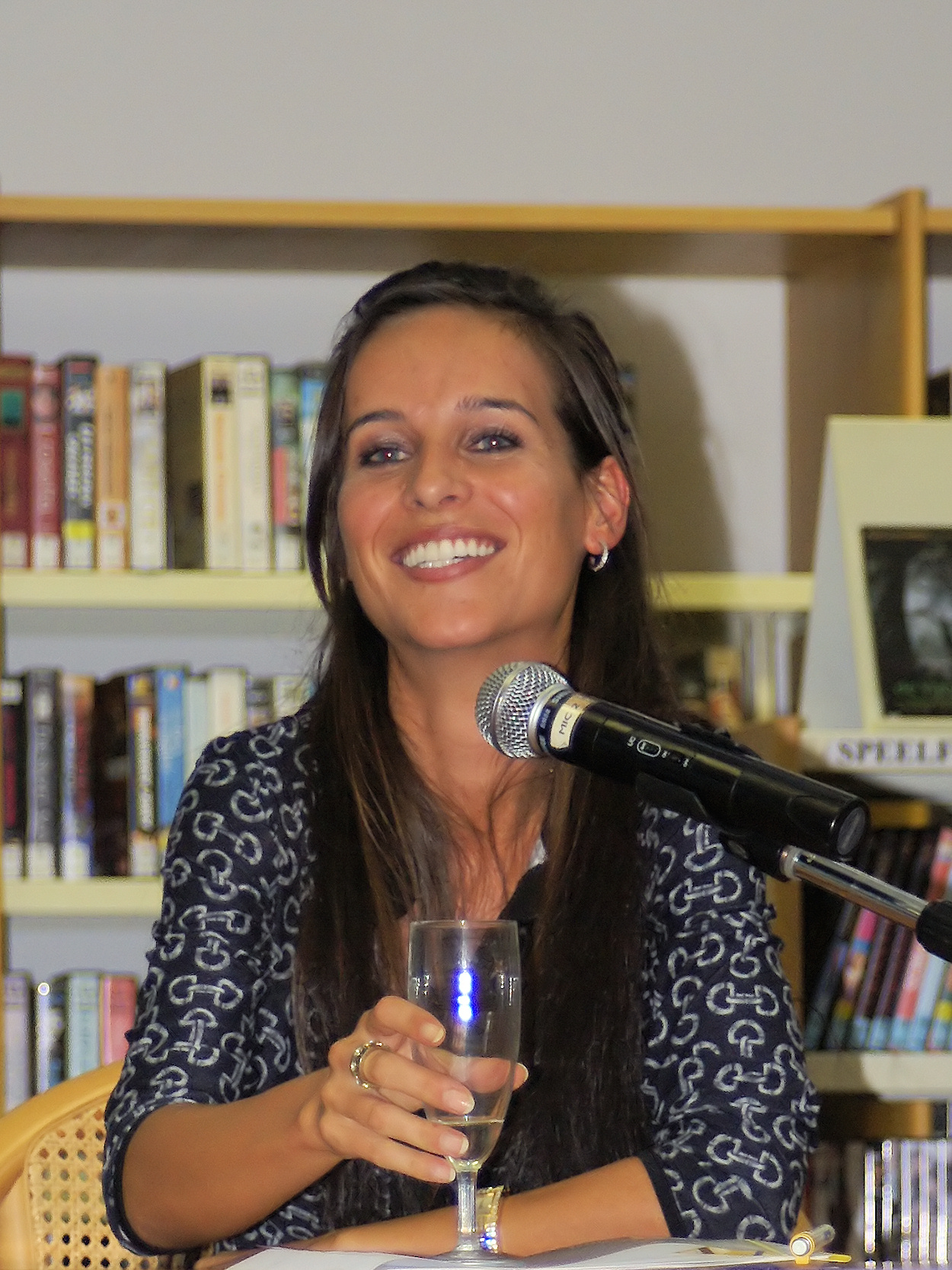
A Miss Bélgica 2002, Ann Van Elsen.

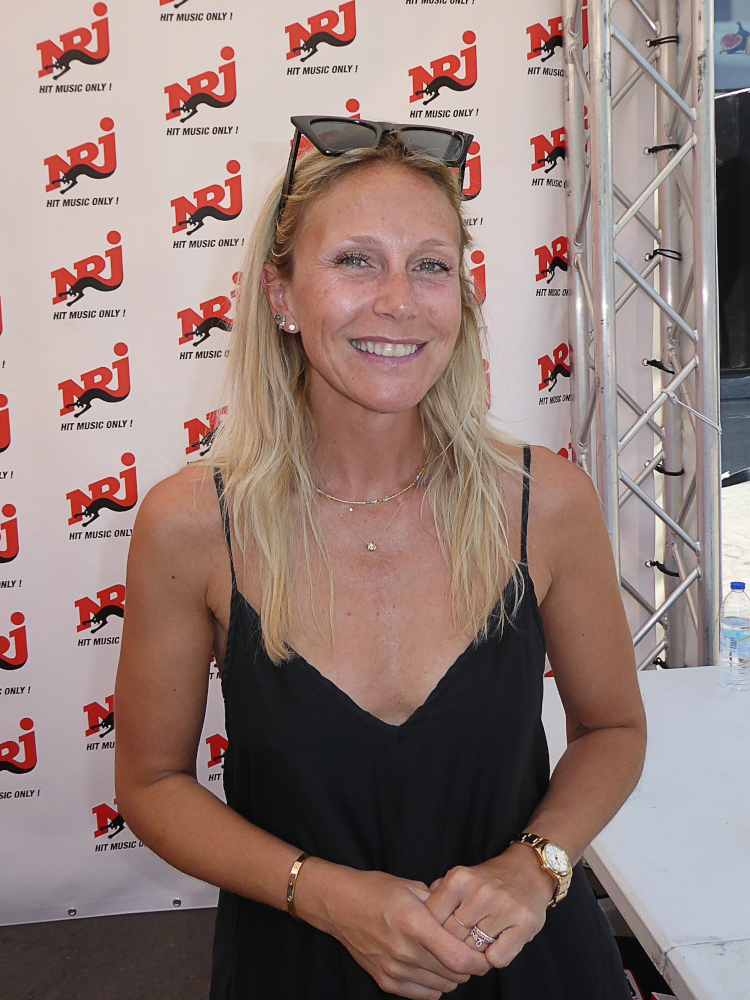
A Miss Bélgica 2003, Julie Taton.

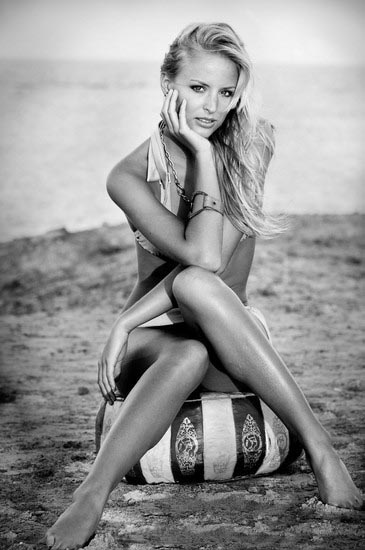
A Miss Bélgica 2008, Alizée Poulicek.

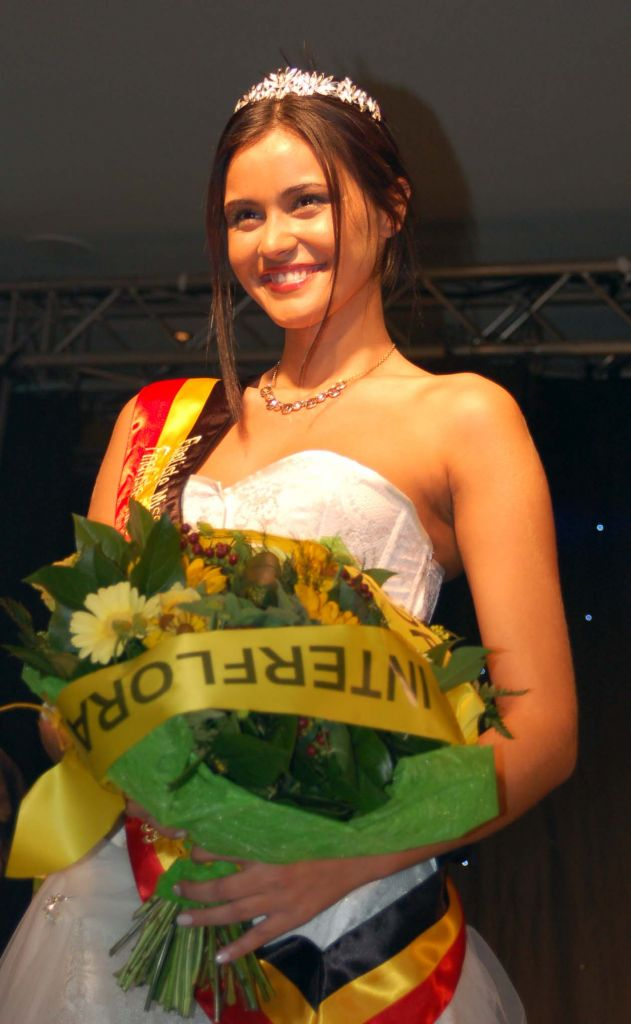
A Miss Bélgica 2009, Zeynep Sever.

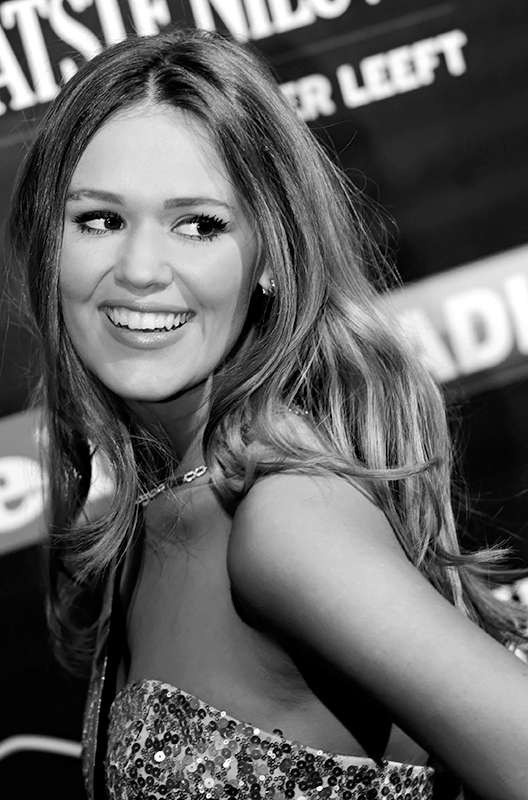
A Miss Bélgica 2015, Annelies Törös

| Ano  | Representante               | Província          | Colocação              |
| 1952 | Myriam Lynn                 |                    |                        |
| 1953 | Elayne Cortois              |                    |                        |
| 1954 | Christiane Darnay           |                    |                        |
| 1955 | Nicole De Meyer             |                    | Semifinalista (Top 15) |
| 1956 | Lucienne Auquier            |                    | Semifinalista (Top 15) |
| 1957 | Janine Hanotiau             |                    |                        |
| 1958 | Liliane Taelemans           |                    |                        |
| 1959 | Hélène Savigny              |                    | Semifinalista (Top 15) |
| 1960 | Huberte Box                 |                    |                        |
| 1961 | Nicole Ksinozenicki         |                    |                        |
| 1962 | Christine Delit             |                    |                        |
| 1963 | Irène Godin                 |                    |                        |
| 1964 | Danièle Defrère             | Flandres Ocidental |                        |
| 1965 | Emilie Nossent              |                    |                        |
| 1966 | Mireille De Mann            |                    |                        |
| 1967 | Mauricette Sironval         | Flandres Oriental  |                        |
| 1968 | Sonja Doumen                | Flandres Ocidental |                        |
| 1969 | Danièle Roels               | Hainaut            |                        |
| 1970 | Francine Martin             | Liège              |                        |
| 1971 | Yasmine De Hert             | Antuérpia          |                        |
| 1972 | Anne-Marie Roger            | Bruxelas           | Semifinalista (Top 15) |
| 1973 | Christiane Devisch          | Antuérpia          |                        |
| 1974 | Anne-Marie Sikorski         | Liège              |                        |
| 1975 | Christine Delmelle          | Liège              |                        |
| 1976 | Yvette Aelbrecht            | Bruxelas           |                        |
| 1977 | Claudine Marie Vasseur      | Bruxelas           |                        |
| 1978 | Françoise Helene Moens      | Bruxelas           | Semifinalista (Top 15) |
| 1979 | Christine Linda Cailliau    | Bruxelas           |                        |
| 1980 | Brigitte Biche Billen       | Limburgo           |                        |
| 1981 | Dominique Eeckhoudt         | Bruxelas           | 5º. Lugar              |
| 1982 | Marie-Pierre Lemaître       | Bruxelas           |                        |
| 1983 | Françoise Bostoen           | Flandres Ocidental |                        |
| 1984 | Brigitta Muyshondt          | Antuérpia          |                        |
| 1985 | An Van Den Broeck           | Antuérpia          |                        |
| 1986 | Goedele Liekens             | Brabante Flamengo  |                        |
| 1987 | Lynn Wesenbeek              | Antuérpia          |                        |
| 1988 | Daisy Cauwenbergh           | Antuérpia          |                        |
| 1989 | Anne De Baetzelier          | Brabante Flamengo  |                        |
| 1991 | Katia Alens                 | Antuérpia          |                        |
| 1992 | Anke Dermeersch             | Antuérpia          | Finalista (Top 06)     |
| 1993 | Sandra Joine                | Flandres Ocidental |                        |
| 1994 | Christelle Roelandts        | Brabante Flamengo  |                        |
| 1995 | Véronique De Kock           | Antuérpia          |                        |
| 1996 | Laurence Borremans          | Brabante Valão     |                        |
| 1997 | Sandrine Corman             | Liège              |                        |
| 1998 | Tanja Dexters               | Antuérpia          |                        |
| 1999 | Brigitta Callens            | Flandres Oriental  |                        |
| 2000 | Joke Van de Velde           | Flandres Oriental  |                        |
| 2001 | Dina Tersago                | Antuérpia          |                        |
| 2002 | Ann van Elsen               | Antuérpia          |                        |
| 2003 | Julie Taton                 | Namur              |                        |
| 2004 | Lindsy DeHollander          | Antuérpia          |                        |
| 2005 | Debby De Waele              | Bruxelas           |                        |
| 2006 | Tatiana Silva Braga Tavares | Limburgo           |                        |
| 2007 | Anelien Coorevits           | Flandres Ocidental |                        |
| 2008 | Alizée Poulicek             | Liège              |                        |
| 2009 | Zeynep Sever                | Bruxelas           | Semifinalista (Top 15) |
| 2010 | Cilou Annys                 | Flandres Ocidental | Semifinalista (Top 15) |
| 2011 | Justine De Jonckheere       | Flandres Ocidental |                        |
| 2012 | Laura Beyne                 | Bruxelas           |                        |
| 2013 | Noémie Happart              | Liège              |                        |
| 2014 | Laurence Langen             | Limburgo           |                        |
| 2015 | Annelies Törös              | Antuérpia          | Semifinalista (Top 15) |
| 2016 | Lenty Frans                 | Antuérpia          | TBD                    |
| 2017 | Romanie Schotte             | Flandres Ocidental |                        |
| 2018 | Zoe Brunet                  | Namur              | Semifinalista (Top 20) |
| 2019 | Elena Castro Suarez         | Antuérpia          |                        |